# William Richardson Davie
William Richardson Davie (né le 10 juin 1756 à Egremont, Royaume-Uni, mort le 28 novembre 1820 en Caroline du Sud) est un officier militaire et le 10e gouverneur de la Caroline du Nord de 1798 à 1799. Il est l'un des fondateurs de l'Université de la Caroline du Nord. William est membre du Parti fédéraliste et il est considéré comme étant l'un des Pères fondateurs des États-Unis.
Durant la Révolution américaine, il fut nommé Commissary-General en 1781 sous le commandement de Nathanael Greene.

## Biographie
Davie est né en Angleterre, mais émigre vers les colonies américaines en 1763, lorsque son père, Archibald Davie, s'installe en Caroline du Sud. Son oncle, William Richardson, est prêtre presbytérien en Caroline du Sud. Lorsque Richardson meurt, il hérite de 150 acres de ses terres, ainsi qu'une grande bibliothèque. Adolescent, il étudie au Liberty Hall à Charlotte, puis à l'université de Princeton, dont il est diplômé avec mention en 1776.
Après avoir quitté le New Jersey, il étudie le droit à Salisbury en Caroline du Nord. En décembre 1778, il quitte Salisbury pour rejoindre 1 200 miliciens dirigés par le général de brigade Allen Jones du comté de Northampton en Caroline du Nord. L'armée part pour Charleston dans le but d'aider la ville portuaire contre une éventuelle agression britannique. Après que cette menace a diminué, Davie et le reste des hommes de Jones retournent en Caroline du Nord après être allés aussi loi que Camden en Caroline du Sud.
Davie reprend ses études à Salisbury, mais au printemps 1779, il abandonne de nouveau ses livres de droit pour reprendre du service militaire. Cette fois cependant, il n'est pas volontaire pour intégrer une force existante ; il participe au recrutement et à la formation d'une troupe locale de cavalerie. Pour son travail, il reçoit en avril une commission de lieutenant du gouverneur de Caroline du Nord, Richard Caswell (en). En mai 1779, sa compagnie est rattachés à la légion du général Casimir Pulaski, qui plus tôt dans l'année était parti de Pennsylvanie pour la Caroline du Sud afin d'aider à renforcer les positions américaines dans et autour de Charleston. Promu au grade de major sous Pulaski, il commande une brigade de cavalerie. Le 20 juin 1779, il participe à la bataille de Stono Ferry proche de Charleston contre les forces britanniques. Il subit une grave blessure à la cuisse durant l'engagement, il tombe de son cheval et échappe de justesse à la capture. Il reprend ses études de droit à Salisbury. En novembre 1779 il obtient une licence pour pratiquer le droit en Caroline du Sud.